# Setodes pratachandradynti
Setodes pratachandradynti är en nattsländeart som beskrevs av Schmid 1987. Setodes pratachandradynti ingår i släktet Setodes och familjen långhornssländor. Inga underarter finns listade i Catalogue of Life.